# Плазменный реактор

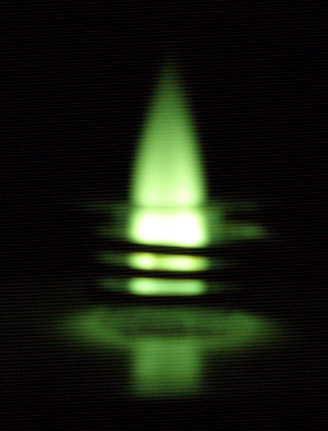

Плазменный реактор — это узел плазмохимического, плазменного металлургического агрегата или плазменный агрегат в целом, в котором идут реакции с участием низкотемпературной плазмы.
Основные цели: достаточное смешение реагентов; создание условий для эффективного тепло- и массообмена при минимальных теплопотерях; расплав нерудных материалов и утилизация отходов.